# Tomnod
Tomnod era un proyecto propiedad de la compañía satelital con sede en Colorado DigitalGlobe, usuaria de crowdsourcing para intentar la identidad de objetos, artefactos, y lugares en imágenes de satélite.

## Historia
Originalmente, desde 2010, un proyecto de investigación de la Universidad de California en San Diego, Tomnod (del idioma mongol: "gran ojo") fundada por Shay Har-Noy, Luke Barrington, Nate Ricklin, y Albert Yu Min Lin. Y tres años más tarde, Tomnod fue adquirida por la compañía DigitalGlobe. Tomnod utiliza interfaces de cartas, en línea, involucrando a los que acceden al sitio, y etiquetan pequeñas secciones de un área grande. En 2011, Tomnod cooperó con el UNHCR para localizar campos de refugiados en Somalia. Se ofreció a usuarios, utilizando imágenes de satélite, para contar centros de acogida de refugiados. Otros proyectos incluyen la búsqueda de la tumba de Genghis Khan, el mapeo de daños del tifón Haiyan, y el rastreo del vuelo 370 de Malaysia Airlines.

## Búsqueda de restos

### Del vuelo 370 de Malaysia Airlines
En marzo de 2014, Tomnod tomó imágenes recogidas por sus satélites, y las ofreció al público para visualizar e identificar, en la desaparición del vuelo 370 de Malaysia Airlines. donde 2,3 millones de personas usaron ese sitio para ver los signos de naufragio, manchas de aceites, y otros objetos de interés. Antes de ese esfuerzo de búsqueda, Tomnod ya tenía 10.000 voluntarios para otros proyectos en el sitio. Los usuarios pueden etiquetar las imágenes, que luego se revisan con algoritmos. El sitio estuvo caído, entre el 11 y 12 de marzo, debido al alto tráfico (100.000 visitas por minuto). Se informó que más de 650.000 "objetos de interés" fueron etiquetados por los usuarios de Tomnod, y que sus mapas habían sido visto más de 98 millones de veces. Originalmente, Tomnod incluía 24.000 km² de imágenes de satélite para búsquedas. Más tarde, incluyó cartas de 14.000 km² del estrecho de Malaca y del océano Índico, liberadas como nueva información.

### Del Tunante II
En septiembre de 2014, Tomnod puso a disposición de los voluntarios, imágenes de cartas satelitales del área del naufragio. Pero el 22 de octubre de 2014, se complicó la búsqueda del Tunante II, ya que Tomnod no entregó más imágenes satelitales gratuitas. Así, la empresa Tomnod resolvió suspender el servicio de fotografías que permitió a familiares, amigos y voluntarios rastrear la embarcación. Se juntan firmas para intentar recuperarlo.